# Viktor Koulikov
Pour les articles homonymes, voir Koulikov.
Viktor Gueorguievitch Koulikov (en russe : Виктор Георгиевич Куликов), né le 5 juillet 1921 – mort le 28 mai 2013 à Moscou, est un officier supérieur soviétique. Il fut commandant en chef du pacte de Varsovie de 1977 à 1989. Il a été élevé au rang de maréchal de l'Union soviétique le 14 janvier 1977.

## Biographie
Koulikov sert sur le front de l'Est face aux forces nazies ce qui lui vaut le titre de héros de l'Union soviétique. Il commande le district militaire de Kiev de 1967 à 1969 et le groupement des forces soviétiques en Allemagne de 1969 à 1971. De 1971 jusqu'à 1977, il sert comme chef de l'État-Major général des forces armées soviétiques. En 1980 et 1981, il se rend plusieurs fois à Varsovie pour tenter de convaincre le gouvernement polonais puis le général Jaruzelski de contrer le syndicat Solidarnosc. En 1983, il est récompensé par le prix Lénine. Koulikov est également membre du Soviet suprême (puis de la Douma russe) depuis 1989. En 2005, il est le membre le plus âgé de la Douma. Il a également été récompensé en 2006 de l'ordre de la Plage Girón, la plus haute distinction cubaine. Sa femme est morte en 2011.